# 設楽警察署
設楽警察署（したらけいさつしょ）は、愛知県警察が管轄する警察署の一つである。

## 所在地
- 愛知県北設楽郡設楽町田口字小貝津6-2

## 管轄区域
- 北設楽郡
  - 設楽町
  - 東栄町
  - 豊根村

## 沿革
- 1948年 旧警察法制定により、愛知県警察部田口警察署が、国家地方警察の北設楽地区警察署に改組される。さらに自治体警察の田口町警察が発足する。
- 1951年 旧警察法改正で自治体警察の田口町警察廃止。北設楽地区警察署に統合。
- 1954年 愛知県警察発足で、北設楽地区警察署は、愛知県田口警察署となる。
- 1956年 町村合併で、愛知県設楽警察署と改称。
- 2003年10月 稲武町が管轄から外れる。

## 組織
- 警務課
  - 警務係
  - 住民サービス係
  - 留置管理係
- 会計課
  - 会計係
- 生活安全課
  - 生活安全係
- 地域課
  - 地域総務係
  - 地域(第一係～第三係)
- 刑事課
  - 捜査係
- 交通課
  - 交通係
- 警備課
  - 警備係

## 交番
なし

## 駐在所
（ ）の中は所在地

### 設楽町
- 名倉駐在所（北設楽郡設楽町東納庫字塞勝14番地7）
- 田峯駐在所（北設楽郡設楽町田峯字竹桑田4番地6）
- 津具西駐在所（北設楽郡設楽町津具字町尻2番地9）
- 津具東駐在所（北設楽郡設楽町津具字上下留20番地8）

### 東栄町
- 足込駐在所（北設楽郡東栄町大字足込字橋場35番地1）
- 下田駐在所（北設楽郡東栄町大字下田字平井33番地1）
- 三輪駐在所（北設楽郡東栄町大字三輪字尾尻平7番地7）
- 本郷駐在所（北設楽郡東栄町大字本郷字下岡本3番地2）
- 中設楽駐在所（北設楽郡東栄町大字中設楽字西貝津6番地1）

### 豊根村
- 坂宇場駐在所（北設楽郡豊根村坂宇場字宮ノ嶋4番地2）
- 下黒川駐在所（北設楽郡豊根村下黒川字蕨平2番地）
- 富山駐在所（北設楽郡豊根村富山字大谷下31番地）